# Joaquim Durão
Joaquim Manuel Durão (Lisboa, 25 de octubre de 1930-Lisboa, 21 de mayo de 2015) fue un ajedrecista y periodista portugués.

## Biografía
Nacido en la capital portuguesa, la carrera de Durão se prolongó durante sesenta años. A lo largo de la misma, y como Maestro Internacional desde 1975, se proclamó campeón de su país natal en trece ocasiones. Asimismo, representó a Portugal en las Olimpiadas ajedrecísticas y fue presidente del órgano rector de este deporte en su país. Además, el presidente portugués Jorge Sampaio le otorgó en 2006 la Orden del Mérito.
Se mantuvo en activo hasta 2014. Falleció un año después, en 2015, a los 84 años de edad.